# Mieczysław Kozdruń
Mieczysław Kozdruń (ur. 4 października 1911 w Limanowej, zm. 12 marca 1988 w Bielsku-Białej) – polski skoczek narciarski, wieloletni trener reprezentacji Polski.

## Kariera zawodnicza
Mieczysław Kozdruń jest absolwentem Gimnazjum Państwowego im. Seweryna Goszczyńskiego. Skoki zaczął trenować w wieku 12 lat. Największym sukcesem Kozdrunia w karierze zawodniczej było w 1933 roku ustanowienie pierwszego rekordu skoczni Malinki w Wiśle – 41 m. Startował na mistrzostwach świata w narciarstwie klasycznym 1939 w Zakopanem, na których zajął 25. miejsce.

## Kariera trenerska
Mieczysław Kozdruń po zakończeniu kariery zawodniczej został trenerem. W latach 1950–1967 był trenerem kadry narodowej skoczków, którą trenował na czterech olimpiadach: Oslo 1952, Cortina d'Amprezzo 1956, Squaw Valley 1960, Innsbruck 1964. Współpracował m.in. z Władysławem Tajnerem, Zdzisławem Hryniewieckim, Antonim Łaciakiem (srebrny medal MŚ 1962), Józefem Przybyłą. Potem udzielał się jako działacz sportowy. Za swoje zasługi trenerskie został odznaczony Złotym Krzyżem Zasługi, Złotą Odznaką PZN oraz Krzyżem Kawalerskim Orderu Odrodzenia Polski.
Mieczysław Kozdruń w 1953 roku wydał podręcznik na temat skoków narciarskich pt. Skoki narciarskie.